# Ivo Staš
Ivo Staš (ur. 10 lutego 1965) – czeski piłkarz występujący na pozycji obrońcy. Reprezentant Czechosłowacji.

## Kariera klubowa
Staš karierę rozpoczynał w 1982 roku w Baníku Ostrawa, grającym w pierwszej lidze czechosłowackiej. W sezonie 1982/1983 wywalczył z nim wicemistrzostwo Czechosłowacji. W 1983 roku odszedł do także pierwszoligowej Dukli Praga, z którą w sezonie 1983/1984 wywalczył wicemistrzostwo Czechosłowacji, a w sezonie 1984/1985 – Puchar Czechosłowacji.
W 1985 roku Staš wrócił do Baníka. W sezonach 1988/1989 oraz 1989/1990 po raz kolejny został w jego barwach wicemistrzem Czechosłowacji, zaś w sezonie 1990/1991 zdobył z Baníkiem Puchar Czechosłowacji. W 1991 roku przeszedł do angielskiej Aston Villi. Przed rozpoczęciem sezonu doznał jednak kontuzji i przez cały sezon nie rozegrał tam żadnego spotkania.
W 1992 roku Staš odszedł do Baníka i spędził tam sezon 1992/1993. Następnie grał w Petrze Drnovice i TJ Vítkovice, a w 1997 roku zakończył karierę.

## Kariera reprezentacyjna
W reprezentacji Czechosłowacji Staš wystąpił jeden raz, 29 sierpnia 1990 w zremisowanym 1:1 towarzyskim meczu z Finlandią.